# Kim Mi-rae
Kim Mi-rae (ur. 7 kwietnia 2001) – północnokoreańska skoczkini do wody, wicemistrzyni olimpijska i świata, olimpijka z Rio de Janeiro 2016 i z Paryża 2024.

## Udział w zawodach międzynarodowych
| Impreza              | Rok  | Gospodarz      | Wieża 10 m | Wieża 10 m  | Wieża 10 m    |
| Impreza              | Rok  | Gospodarz      | indyw.     | synch. kob. | synch. mikst. |
| -------------------- | ---- | -------------- | ---------- | ----------- | ------------- |
| Igrzyska olimpijskie | 2016 | Rio de Janeiro | —          | 4           | —             |
| Igrzyska olimpijskie | 2024 | Paryż          | 03 !       | 02 !        | —             |
| Mistrzostwa świata   | 2017 | Budapeszt      | 4          | 02 !        | 03 !          |
| Mistrzostwa świata   | 2024 | Doha           | 4          | 02 !        | —             |